# Papyrus 48

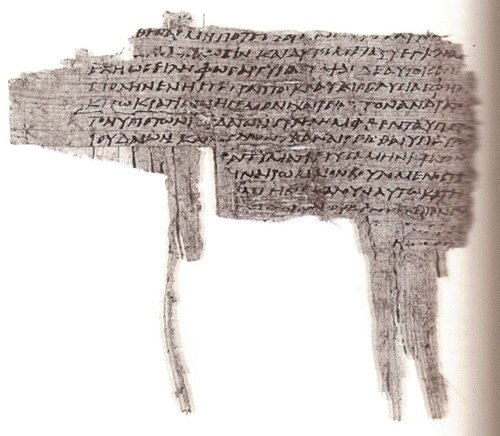
Papyrus 48 verso

Papyrus 48 (In de nummering van Gregory-Aland), signed by {\displaystyle {\mathfrak {P}}}48, is een oude kopie van het Nieuwe Testament in Oudgrieks. Het is een handschrift op papyrus met de tekst van de Handelingen van de Apostelen 23:11-17 en 23:.23-29.
Op grond van het schrifttype is het gedateerd in de derde eeuw.
De Griekse tekst van deze codex vertegenwoordigt de Westerse tekst. Aland plaatst het in Categorie IV.
Het handschrift wordt bewaard in de Biblioteca Medicea Laurenziana (PSI 1) in Florence.

## Afbeeldingen
- Image {\displaystyle {\mathfrak {P}}}48 verso
- Image {\displaystyle {\mathfrak {P}}}48 reverso